# John MacWilliam
John Gordon MacWilliam MAfr (ur. 20 listopada 1948 w Londynie) – brytyjski duchowny katolicki, biskup Laghouat w Algierii w latach 2017–2025.

## Życiorys
Święcenia kapłańskie przyjął 4 lipca 1992 w zgromadzeniu Ojców Białych. Po święceniach i studiach w Rzymie został skierowany do Algierii, a w latach 2008–2015 pracował w Tunezji. W 2015 wybrany przełożonym północnoafrykańskiej prowincji zakonnej.
16 marca 2017 został mianowany biskupem Laghouat. Sakry udzielił mu 20 maja 2017 arcybiskup Michael Fitzgerald. 25 stycznia 2025 papież Franciszek przyjął jego rezygnację z urzędu.